# Pine Dust
Pine Dust, född 11 april 1998 i Stockholm i Stockholms län, är en svensk varmblodig travhäst. Hon tränades först av Stefan Hultman (2000–2004) och därefter av Åke Svanstedt (2004–2005).
Pine Dust tävlade åren 2000–2005 och sprang in 6,3 miljoner kronor på 67 starter varav 27 segrar, 12 andraplatser och 5 tredjeplatser. Hon tog karriärens största segrar i Långa E3 (2001), Svenskt Trav-Oaks (2001), Stochampionatet (2002), Sto-SM (2002) och Queen L:s Lopp (2003).
Efter karriären var hon avelssto. Totalt fick hon sex svenskfödda avkommor. Hon fick sin första avkomma 2006, hingsten Piova Kronos efter Viking Kronos. Hennes vinstrikaste avkomma är Sloppy Joe (född 2011) efter Muscle Hill. Hon såldes och exporterades till Ryssland 2013.